# Regno di Damot
Il Regno di Damot (in ge'ez: ዳሞት) era un regno medievale situato in quella che oggi è l’Etiopia occidentale. Il territorio si trovava al di sotto del Nilo Azzurro. Possibilmente formatosi nel X secolo, divenne uno stato potente già nel XIII secolo, tanto da costringere il Sultanato di Scioà a pagare tributi. Sconfisse inoltre gli eserciti della dinastia Zaguè inviati per sottomettere il suo territorio. Damot conquistò diversi territori musulmani e cristiani. Lo stato musulmano di Scioà e il nuovo stato cristiano sotto Yekuno Amlak formarono un'alleanza per contrastare l'influenza di Damot nella regione.
Alcuni studiosi hanno affermato che Damot fosse equivalente al Regno di Wolaita, con il più famoso sovrano di Damot, Motolomi Sato, proveniente dalla dinastia Wolaita Malla, che governò dal XIII al XVI secolo, prima di essere sostituita dalla dinastia Tigre Malla durante le invasioni degli Oromo.

## Storia
Possibilmente formatosi nel X secolo, divenne uno stato potente già nel XIII secolo, tanto da costringere il Sultanato di Scioà a pagare tributi. I re di Damot, che portavano il titolo di motalami, risiedevano in una città che, secondo l'agiografia di Tekle Haymanot, era chiamata Maldarede.
Damot fu conquistato dall'imperatore Amda Seyon nel 1316/7. La sua cronaca reale racconta che "tutto il popolo di Damot [venne] nelle mie mani; il suo re, i suoi principi, i suoi governanti e il suo popolo, uomini e donne senza numero, che esiliai in un'altra zona." Amda Seyon sembrerebbe aver lasciato al potere la famiglia reale damotiana, poiché il titolo di motälämi continuò a essere utilizzato fino al XV secolo. Al-Mufaddal ibn Abi al-Fada'il nel XIV secolo scrive che Damot, insieme al regno di Harla, fu costretto a pagare tributi all’Abissinia.
Damot era originariamente situato a sud del Nilo Azzurro e a ovest del fiume Muger. Tuttavia, il declino del regno iniziò nel XIV secolo, come suggerito da alcune fonti, tra cui Paulos Milkias, che sostiene che la conquista di Damot da parte degli Oromo possa essere iniziata prima di quanto comunemente creduto. Questa cronologia anticipata aiuta a spiegare perché Aba Bahrey, scrivendo nel XVI secolo, fornisca pochi dettagli sulla caduta di Damot, era già stato spostato o indebolito molto prima del suo tempo. Aba Bahrey si concentra invece su come gli Oromo utilizzassero l'"ovest", un tempo parte dei territori di Damot, come base per campagne militari, attraversando il Nilo Azzurro per invadere il Regno di Ennarea nel "sud-ovest" (l'attuale Jimma).
Alla fine del XVI secolo, sotto la guida di Mula'ata Lubas (1586–1594), gli Oromo Machaa invasero Ennarea durante l'espansione degli Oromo e costrinsero i suoi clan a fuggire oltre il Nilo Azzurro verso il Goggiam. Molte di queste popolazioni sfollate si stabilirono nelle sottoprovince di Bure Damot e Dega Damot, sebbene gli Oromo le perseguitarono finché non furono completamente sottomesse. A differenza di altri gruppi conquistatori, gli Oromo incorporarono i popoli sconfitti, obbligandoli ad adottare la cultura e la lingua oromo. Questa pratica accrebbe il loro numero e facilitò la loro espansione negli altopiani.
Alcune fonti, come Paulos Milkias, suggeriscono che aree come Walal (vicino al monte Tullu Walal a Qelem, Wallaga) fossero abitate da persone di discendenza Kaffa conosciute come Busase o Bushasho prima della conquista oromo. Dopo la caduta di Damot, un tempio cristiano nella regione fu convertito in una chiesa, e i discendenti del popolo Busase continuano ad abitare alcune parti di Anfillo, producendo caffè sia per il consumo locale che per l'esportazione.
Il loro territorio si estendeva a est oltre il Muger fino al Jamma. La provincia di Damot rimase parte dell’Impero Abissino anche dopo l'inizio dello Zemene Mesafint, a differenza di altre regioni meridionali. Il governatore di Damot proveniva tipicamente dal Goggiam e deteneva il titolo di Ras.

## Religione
La popolazione di Damot seguiva una propria religione dominata da una divinità chiamata Däsk. Questa religione continuò ad esistere anche dopo la conquista da parte dell’Impero Abissino cristiano, causando ripetuti conflitti tra la popolazione locale e le truppe cristiane di guarnigione. Parti della popolazione sembrano essere rimaste pagane fino alla fine del XVI secolo.
Si afferma nell’agiografia di Tekle Haymanot che quest’ultimo riuscì a convertire il sovrano di Damot al cristianesimo.